# Ideales Dreieck

Drei ideale Dreiecke im Kreisscheibenmodell

Zwei ideale Dreiecke im Halbraummodell

In der hyperbolische Geometrie ist ein ideales Dreieck ein hyperbolisches Dreieck, dessen drei Ecken sich im idealen Rand befinden.
Allgemeiner können ideale Dreiecke in Mannigfaltigkeiten nichtpositiver Schnittkrümmung definiert werden.

## Eigenschaften
- Alle idealen Dreiecke sind kongruent zueinander.
- Die Innenwinkel eines idealen Dreiecks sind alle Null.
- Ein ideales Dreieck hat unendlich großen Durchmesser.
- Ein ideales Dreieck ist in keinem größeren hyperbolischen Dreieck enthalten.

Der Inkreis eines idealen Dreiecks im Beltrami-Klein-Modell und im Kreisscheibenmodell

In der hyperbolischen Geometrie, also in Räumen der Schnittkrümmung −1, gilt weiterhin:
- Ideale Dreiecke haben den Flächeninhalt {\displaystyle \pi }.
- Der Inkreis eines idealen Dreiecks hat den Radius

{\displaystyle r=\ln {\sqrt {3}}={\frac {1}{2}}\ln 3=\operatorname {artanh} {\frac {1}{2}}=2\operatorname {artanh} (2-{\sqrt {3}})=\operatorname {arsinh} {\frac {1}{3}}{\sqrt {3}}=\operatorname {arcosh} {\frac {2}{3}}{\sqrt {3}}\approx 0.549}.
Der Abstand eines inneren Punktes zum Rand des idealen Dreiecks ist höchstens {\displaystyle r} mit Gleichheit nur für den Inkreis-Mittelpunkt.
- Die Berührungspunkte des Inkreises mit dem Rand des idealen Dreiecks bilden ein gleichseitiges Dreieck der Seitenlänge {\displaystyle d=\ln({\tfrac {{\sqrt {5}}+1}{{\sqrt {5}}-1}})=2\ln \varphi \approx 0.962} mit dem goldenen Schnitt {\displaystyle \varphi ={\tfrac {1+{\sqrt {5}}}{2}}}.
- Der Abstand eines Randpunktes zu einer anderen Randseite ist höchstens {\displaystyle a=\ln \left(1+{\sqrt {2}}\right)\approx 0.881}, mit Gleichheit nur für die Berührpunkte des Inkreises.

## Dünne Dreiecke und Gromov-Hyperbolizität

δ-dünne Dreiecke in der Definition δ-hyperbolischer Räume

Für {\displaystyle \delta =\ln({\sqrt {2}}+1)} liegt jede Seite eines idealen Dreiecks in der {\displaystyle \delta }-Umgebung der Vereinigung der beiden anderen Seiten. Weil jedes andere hyperbolische Dreieck in einem idealen Dreieck enthalten ist, folgt daraus die δ-Hyperbolizität der hyperbolischen Ebene und aller höherdimensionalen hyperbolischen Räume.

## Modelle
Im Kreisscheibenmodell der hyperbolischen Ebene wird ein hyperbolisches Dreieck von drei Kreisen berandet, die den Kreis im Unendlichen in drei rechten Winkeln schneiden.
Im Halbraummodell wird ein ideales Dreieck von drei senkrecht aufeinander und auf der reellen Gerade stehenden Halbkreisen oder Geraden berandet.
Im Beltrami-Klein-Modell ist ein ideales Dreieck ein in den Kreis im Unendlichen einbeschriebenes euklidisches Dreieck. Die euklidischen Innenwinkel sind nicht Null, da dieses Modell nicht konform ist.

## Ideale Dreiecksgruppen

### Reelle ideale Dreiecksgruppen

Die ideale -Dreiecksgruppe

Eine reelle ideale Dreiecksgruppe ist die von Spiegelungen der hyperbolischen Ebene an den drei Seiten eines idealen Dreiecks erzeugte Spiegelungsgruppe. Sie ist isomorph zum freien Produkt {\displaystyle \mathbb {Z} _{2}*\mathbb {Z} _{2}}.

### Komplexe ideale Dreiecksgruppe
Eine komplexe ideale Dreiecksgruppe ist die von den komplexen Spiegelungen der komplex-hyperbolischen Ebene an den drei Seiten eines idealen Dreiecks erzeugte Spiegelungsgruppe.